# Jakubčovice nad Odrou
Jakubčovice nad Odrou (niem. Jogsdorf) – gmina w Czechach, w powiecie Nowy Jiczyn, w kraju morawsko-śląskim. Według danych z dnia 1 stycznia 2012 liczyła 667 mieszkańców.
W miejscowości jest przystanek kolejowy Jakubčovice nad Odrou.